# Ходоренко Ірина Михайлівна
Ірина Михайлівна Ходоренко (біл. Іры́на Міха́йлаўна Хадарэ́нка; справжнє прізвище — Шумська, нар. 19 червня 1976, Мінськ) — білоруська поетеса, прозаїк, журналіст, музикознавець, культуролог, перекладачка, громадська діячка.
Пише твори білоруською та російською мовами.

## Біографія
Закінчила музичну школу по класу фортепіано, Білоруський державний економічний університет за спеціальністю «економіст-менеджер», пізніше — аспірантуру і докторантуру Білоруського державного університету культури і мистецтв.
У 2002 році успішно захистила кандидатську дисертацію з культурології. Проходила стажування у Варшавському та Ягеллонському університетах, а також навчалась у Східно-Європейській Школі політичних досліджень при Раді Європи і Гарвардському університеті. Ірина Михайлівна була стипендіаткою престижної програми «Gaude Polonia» Міністерства культури і національної спадщини Польщі (2010). Активно займається літературною та науковою творчістю, а також громадською діяльністю. У її доробку — велика кількість наукових публікацій, вчене звання доцента, почесне звання професора.
Починаючи з 2016 року, проживає у США, керує Білоруською Просвітительською Лігою Америки.

## Творчість
З 1989 року регулярно публікується в друкованих виданнях Білорусі (в тому числі, в журналах <i>Першацвет</i>, <i>Маладосць</i>, «Роднае слова», Дзеяслоў, «Тэксты», «Верасень», газетах «Культура», Літаратура і мастацтва, «Літаратурная Беларусь» та ін.), а також в «Беларускім дайджэсце», альманасі «Беларус» (США) і літературно-аналітичному журналі «Сакавік» (Канада). З 2000 року є членом Спілки білоруських письменників. З 2011 року — членом білоруського ПЕН-клубу. Виступала на міжнародних літературних фестивалях в Білорусі і Польщі. Деякі вірші (зокрема, «Беларусь», «Не трэба аб мінулым сумаваць», «Ветразь кахання») були покладені на музику відомими білоруськими композиторами-пісенниками Миколою Яцковим та Олегом Єлисеєнковим. У 2012 році Ірина Ходоренко була номінована на премію «Золотий апостроф» у жанрі поезії.
Творчість поетеси відрізняється глибокою філософською рефлексією, тривожною, часто мінорною атмосферою, екзистенціальною метафоричністю. На думку видатного білоруського поета Геннадія Буравкіна, у Ірини Ходоренко «є свій літературний характер, своя манера викладу думок і свідоцтво професійної майстерності. Вона пробує себе в різних, часом навіть модерністських течіях, не боїться експериментів, явно і цілком успішно тяжіє до поезії інтелектуальної». Лауреат Державної премії БРСР, поет Анатолій Вертинський зазначив, що «поезія І. Ходоренко виділяється як тематичною, так і зображально-жанровою новизною. Уникаючи спрощеної публіцистичності, поетеса знаходить надзвичайно точні слова про долю країни та стан сучасного суспільства». Лауреат премії ім. А. Кулешова, поет Казимир Камейша підкреслив, що І. Ходоренко притаманні «зріла розсудливість, сміливий підхід до теми, гарне прагнення до філософського осмислення життя». А член білоруського ПЕН-центру, поет Михайло Скобла висловив думку про те, що в поезії І. Ходоренко «віє вільний європейський вітер з присмаком культури Середньовіччя». З одного боку, літературний критик Леонід Голубович зауважує, що «підкреслена ідейна і політична спрямованість віршів часом спантеличує саму поетесу», а з іншого — відомий літератор Олесь Аркуш свідчить, що її творчість — це «той приклад, коли навіть патріотичні вірші можна писати віртуозно». Більш розгорнутий аналіз творчості поетеси представив британський філолог Арнольд МакМіллін у своїй енциклопедичній роботі, присвяченій аналізу сучасної білоруської літератури в період від 70-тих років ХХ ст. до наших днів. Її твори перекладені російською, українською, польською, англійською, німецькою мовами.